# ヒトラー暗殺、13分の誤算
『ヒトラー暗殺、13分の誤算』（ヒトラーあんさつ 13ぷんのごさん、独: Elser）は2015年のドイツ映画。1939年11月8日にヒトラー暗殺未遂事件を起こしたゲオルク・エルザーの人生を、1932年まで遡って描いたドラマ映画である。

## ストーリー
1939年、反ナチ派の家具職人ゲオルク・エルザーはヒトラーの暗殺を計画して彼の演説会場に時限爆弾を仕掛け、その足でスイスに逃亡しようとするが国境で拘束される。その後、エルザーは犯行が露見してゲシュタポに引き渡され、アルトゥール・ネーベとハインリヒ・ミュラーに尋問される。時限爆弾はヒトラーが演説を終えた13分後に爆発したため暗殺が失敗し、無関係の人々が死んだことを聞かされたエルザーは動揺する。エルザーは黙秘したため激しい拷問を受けるが、一向に口を割ろうとしなかった。しかし、ゲシュタポがエルザーの愛人エルザを拘束して彼の前に突き出したため、彼女に危害を加えないことを条件に犯行を自白する。エルザーは自分一人の犯行だと告げるが、「大規模な組織的暗殺未遂事件」の自白をヒトラーから求められていたネーベとミュラーは自白を引き出すため再びエルザーに拷問を加え、その中で彼は自分の過去を思い出す。
1932年、「酒浸りの父が土地を売り払った」という知らせを聞いたエルザーは故郷に戻り家族の世話を行う。彼はドイツ共産党員の友人たちと交流するが、その中で彼はエーリヒの妻エルザに好意を抱き、彼女と親しくなる。赤色戦線戦士同盟のメンバーだったエルザーは、友人たちと共に選挙で大勝したナチ党への反感を募らせ抗議活動を行うが、やがてナチ党政権が樹立されると共産党は解散させられて党員だった友人たちは逮捕され、ユダヤ人と交際していたアンナはナチ党員から辱めを受けるようになる。エルザーはエーリヒの家の部屋を借りて暮らすようになるが、エーリヒが日常的にエルザに暴力を振るう姿を目撃する。エルザはエルザーの子供を妊娠するが、2人がキスをしている現場を目撃したエーリヒは激怒して彼女に暴力を振るい、エルザーはエーリヒを家から追い出す。エルザーは彼女を養うため工場で働き始めるが、そこでは戦車の部品が製造されており、ヒトラーが戦争を始めようとしていることを察知したエルザーは戦争を阻止するためヒトラーの暗殺を計画する。同じころ、生まれたばかりの子供が死亡し、その直後にエルザーはエルザを置いてヒトラーが演説を行うミュンヘンに旅立つ。
エルザーは専門家の立ち合いの下で時限爆弾の設計図を書き終え、それを見た専門家はエルザーだけで時限爆弾の製造が可能であることをネーベに伝える。ミュラーの執拗な拷問も効果がなかったため、ネーベは暗殺未遂事件はエルザーの単独犯行であると結論を出し、供述書を書かせて上官である親衛隊大将に報告する。しかし、エルザーが「ヒトラーは害悪だ」と発言したという一文を見た上官は激怒してエルザーを殴りつけ、事件が「組織的犯行」だったことを自白させるように命令する。エルザーは自白剤を投与され、再びミュラーからの拷問を受けるようになるが単独犯であることを主張し続け、最終的にゲシュタポも単独犯であることを認めざるを得なくなる。
1945年、ダッハウ強制収容所に収監されていたエルザーは、尋問を担当したネーベがヒトラー暗殺計画に関与した罪で処刑されたという話を聞かされる。それから間もなく、ミュラーは連合軍の進攻による混乱に乗じてエルザーを処刑することを独断で決定し、彼の指令を受けた看守たちによってエルザーは処刑される。

## キャスト
※括弧内は日本語吹替
- ゲオルク・エルザー - クリスティアン・フリーデル（ドイツ語版）（内田夕夜）
- エルザ - カタリーナ・シュトラー（ドイツ語版）（園崎未恵）
- アルトゥール・ネーベ - ブルクハルト・クラウスナー（玉野井直樹）
- ハインリヒ・ミュラー - ヨハン・フォン・ビューロー（ドイツ語版）（滝知史）
- ハンス・エーベルレ - フェリックス・アイトナー（ドイツ語版）（佐々木薫）
- ヨーゼフ・シューア - ダービット・ツィンマーシート（ドイツ語版）（今村一誌洋）
- エーリヒ - ルーディガー・クリンク（ドイツ語版）
- 親衛隊大将 - サイモン・リヒト（ドイツ語版）
- マリア・エルザー - コルネリア・コンドゲン（ドイツ語版）
- ルートヴィヒ・エルザー - マーティン・マリア・アーブラム
- フランツ・クサーヴァー・レヒナー - ミヒャエル・クランツ（ドイツ語版）
- アンナ - アンナ・ウンターベルガー（ドイツ語版）
- アドルフ・ヒトラー - ウド・シェンク（ドイツ語版）（田原正治）

## スタッフ
- 監督：オリヴァー・ヒルシュビーゲル
- 製作：ボリス・アウサラー、オリバー・シュンドラー、フレート・ブライナースドーファー
- 脚本：フレート・ブライナースドーファー、レオニー＝クレア・ブライナースドーファー
- 撮影：ユーディット・カウフマン
- 美術：ベネディクト・ヘアフォート
- 編集：アレクサンダー・ディットナー
- 音楽：デビッド・ホームズ
- 歴史顧問：ペーター・シュタインバッハ博士（ドイツ抵抗運動記念館・館長）

## 実話との相違点
本作は、事実を基にした作品として高評価を受けたが、一部事実と異なる箇所もある。
- 劇中では、アルトゥール・ネーベとハインリヒ・ミュラーが尋問したとされているが、実際はフランツ・ヨーゼフ・フーバーとアルトゥール・ネーベであり、またヒトラーから背後関係を調べるよう命じられた、親衛隊全国指導者のハインリヒ・ヒムラーも自ら尋問を行っている。

- 劇中では、恋人のエルザが捕まえられているのを見て自白を開始したとされているが、実際には、母、姉、その夫までもがゲシュタポによってベルリンに強制連行されており、姉とその夫は同志とされて、１年以上拘留されたことに比べると、恋人だったエルザはすぐ帰宅を許されている。